# 1940.
1940. je peto desetletje v 20. stoletju med letoma 1940 in 1949. 